# 올리비아 그랜트
올리비아 그랜트(Olivia Grant, 1983년 9월 20일 ~ )는 잉글랜드의 배우이다.

## 출연 작품
- 올 더 머니 - 밀리센트 역
- 제네시스